# Walckenaeria cuspidata obsoleta
Walckenaeria cuspidata obsoleta is een spinnenondersoort in de taxonomische indeling van de hangmatspinnen (Linyphiidae).
Het dier behoort tot het geslacht Walckenaeria. De wetenschappelijke naam van de soort werd voor het eerst geldig gepubliceerd in 1894 door Chyzer & Wladislaus Kulczynski.